# Feu! Chatterton
Feu! Chatterton ist eine französische Rockband aus Paris, die im Jahr 2011 gegründet wurde. Der Bandname ist eine Hommage an den englischen Dichter Thomas Chatterton.
Die Band war bisher zweimal für die Victoires de la Musique nominiert: Im Jahr 2016 in der Kategorie Bühne Révélation, im Jahr 2019 für das Album des Jahres mit ihrem zweiten Album L'Oiseleur.

## Diskografie

### Alben
| Jahr | Titel                         | Höchstplatzierung, Gesamtwochen, AuszeichnungChartplatzierungen (Jahr, Titel, Platzierungen, Wochen, Auszeichnungen, Anmerkungen) | Höchstplatzierung, Gesamtwochen, AuszeichnungChartplatzierungen (Jahr, Titel, Platzierungen, Wochen, Auszeichnungen, Anmerkungen) | Höchstplatzierung, Gesamtwochen, AuszeichnungChartplatzierungen (Jahr, Titel, Platzierungen, Wochen, Auszeichnungen, Anmerkungen) | Anmerkungen                                             |
| Jahr | Titel                         | FR | BEW | CH | Anmerkungen                                             |
| ---- | ----------------------------- | --- | --- | --- | ------------------------------------------------------- |
| 2015 | Ici le jour (a tout enseveli) | FR10 (42 Wo.)FR | BEW10 (42 Wo.)BEW | — | Erstveröffentlichung: 16. November 2015                 |
| 2018 | L’oiseleur                    | FR11 Gold · (34 Wo.)FR | BEW13 (18 Wo.)BEW | — | Erstveröffentlichung: 9. März 2018 Verkäufe: + 50.000   |
| 2021 | Palais d’argile               | FR4 Platin · (78 Wo.)FR | BEW3 (14 Wo.)BEW | CH9 (9 Wo.)CH | Erstveröffentlichung: 12. März 2021 Verkäufe: + 100.000 |
| 2022 | Live à Paris 2022             | FR24 (9 Wo.)FR | — | — | Erstveröffentlichung: 25. November 2022 Livealbum       |

### EPs
| Jahr | Titel           | Höchstplatzierung, Gesamtwochen, AuszeichnungChartsChartplatzierungen (Jahr, Titel, Platzierungen, Wochen, Auszeichnungen, Anmerkungen) | Anmerkungen |
| Jahr | Titel           | FR | Anmerkungen |
| ---- | --------------- | --- | ----------- |
| 2014 | Feu! Chatterton | FR45 (7 Wo.)FR |             |

Weitere EPs
- 2015: Bic Médium
- 2019: Live 2018

### Singles
| Jahr | Titel Album                               | Höchstplatzierung, Gesamtwochen, AuszeichnungChartsChartplatzierungen (Jahr, Titel, Album, Platzierungen, Wochen, Auszeichnungen, Anmerkungen) | Anmerkungen                           |
| Jahr | Titel Album                               | FR | Anmerkungen                           |
| ---- | ----------------------------------------- | --- | ------------------------------------- |
| 2015 | Boeing Ici le jour (a tout enseveli)      | FR166 (1 Wo.)FR | Erstveröffentlichung: 31. August 2015 |
| 2016 | La malinche Ici le jour (a tout enseveli) | FR121 (1 Wo.)FR |                                       |

Weitere Singles
- 2021: Monde Nouveau (FR: Platin)